# 하칸 발타
하칸 카디르 발타(튀르키예어: Hakan Kadir Balta, 1983년 3월 23일 ~ )는 터키의 은퇴한 축구 선수로, 포지션은 레프트 백으로 활약했다.

## 축구인 경력

### 선수 경력
독일에서 태어나 헤르타 BSC 베를린의 유소년 팀을 거쳐 2003년 고국의 마니사스포르에 입단하였다. 마니사스포르에서의 4시즌 간 주전으로 활약하였고 2007년 9월 무려 3명의 선수를 갈라타사라이가 마니사스포르에 내주는 조건으로 갈라타사라이로 이적하였다.

### 국가대표 경력
2006년 터키 국가대표팀 소속으로 첫 A매치를 치렀다. 이후 유로 2008 예선에 참가하고 있던 터키 대표팀에 자주 부름을 받지 못하여 유로 2008 출전이 불투명해 보였으나 노르웨이와 보스니아 헤르체고비나와의 예선 2연전에 소집되어 두 경기에서 모두 풀 타임을 소화하며 팀의 승리에 기여하여 눈도장을 받았다. 이 활약을 바탕으로 유로 2008 최종 명단에 포함되었고 터키의 4강 진출에 공헌하였다.